# Girls Just Want to Have Fun (nummer)
Girls Just Want to Have Fun is een nummer, oorspronkelijk, uit 1979 en geschreven door Robert Hazard en werd een wereldwijde hit in het voorjaar van 1984 in de versie van Cyndi Lauper.

## Cyndi Lauper
Girls Just Want to Have Fun was voor Cyndi Lauper haar eerste succesvolle single en de eerste van haar debuut studioalbum, She's So Unusual uit 1983.

## Achtergrond
De single was haar allereerste hit, wereldwijd in de herfst van 1983 (VS en Canada) en in het voorjaar van 1984 (Europa, Oceanië, Japan). Het is een van Laupers meest bekende platen en was zeer populair in de jaren tachtig. In Laupers' thuisland de Verenigde Staten werd de 2e positie bereikt in de Billboard Hot 100. In Canada. Australië, Nieuw-Zeeland, Japan, Noorwegen en Ierland werd de nummer 1-positie bereikt en in het Verenigd Koninkrijk de 4e positie in de UK Singles Chart.
In Nederland werd de plaat op maandag 6 februari 1984 door dj Frits Spits en producer-invaller Tom Blomberg in het populaire programma De Avondspits verkozen tot de 283e NOS Steunplaat van de week op Hilversum 3 en werd een gigantische hit in de destijds drie landelijke hitlijsten op de nationale publieke popzender. De plaat bereikte de 3e positie in zowel de Nederlandse Top 40 als de TROS Top 50 en de 4e positie in de Nationale Hitparade. In de Europese hitlijst op Hilversum 3, de TROS Europarade, werd zelfs de nummer 1-positie bereikt.
In België bereikte de plaat de 4e positie in zowel de voorloper van de Vlaamse Ultratop 50 als de Vlaamse Radio 2 Top 30. In Wallonië werd géén notering behaald.
De plaat werd genomineerd voor Grammy Award voor Record of the Year en Best Female Pop Vocal Performance van 1984.

### Geschiedenis en andere versies
Het nummer was geschreven door Robert Hazard, die het ook opgenomen had als een demo in 1979. Hij schreef het vanuit een mannelijk standpunt. Lauper veranderde de songtekst minimaal naar een meer vrouwelijke versie die goedgekeurd werd door Hazard. Haar versie verscheen op haar eerste solo studioalbum, She's So Unusual (1983). Het nummer gaat over de rol van vrouwen in de wereld en wordt beschouwd als een klassieker voor feministen. De film Girls Just Want to Have Fun (1985) is vooral gebaseerd op dit lied alhoewel het nummer zelf niet in de film speelt.
Het nummer wordt vaak gebruikt in televisieseries zoals Bones, The Simpsons, Friends en Married... with Children; films zoals I Now Pronounce You Chuck and Larry (2008), The Sisterhood of the Traveling Pants 2 (2005) en Night of the Comet (1984); en videospellen zoals SingStar, BioShock Infinite en Stepping Selection.
In 1994 heeft Lauper het nummer helemaal verwerkt tot een nieuwe reggae-hit "Hey Now (Girls Just Want to Have Fun)" en later een akoestische versie met het Japans duo Puffy AmiYumi op het verzamelalbum The Body Acoustic (2005). In 2008 heeft ze het nummer ook met "Set Your Heart" verwerkt tot een mash-up.

## Hitnoteringen

### Nederlandse Top 40
| Hitnotering: 25-02-1984 t/m 05-05-1984 | Hitnotering: 25-02-1984 t/m 05-05-1984 | Hitnotering: 25-02-1984 t/m 05-05-1984 | Hitnotering: 25-02-1984 t/m 05-05-1984 | Hitnotering: 25-02-1984 t/m 05-05-1984 | Hitnotering: 25-02-1984 t/m 05-05-1984 | Hitnotering: 25-02-1984 t/m 05-05-1984 | Hitnotering: 25-02-1984 t/m 05-05-1984 | Hitnotering: 25-02-1984 t/m 05-05-1984 | Hitnotering: 25-02-1984 t/m 05-05-1984 | Hitnotering: 25-02-1984 t/m 05-05-1984 | Hitnotering: 25-02-1984 t/m 05-05-1984 | Hitnotering: 25-02-1984 t/m 05-05-1984 |
| Week:                                  | 1                                      | 2                                      | 3                                      | 4                                      | 5                                      | 6                                      | 7                                      | 8                                      | 9                                      | 10                                     | 11                                     |                                        |
| -------------------------------------- | -------------------------------------- | -------------------------------------- | -------------------------------------- | -------------------------------------- | -------------------------------------- | -------------------------------------- | -------------------------------------- | -------------------------------------- | -------------------------------------- | -------------------------------------- | -------------------------------------- | -------------------------------------- |
| Positie:                               | 39                                     | 22                                     | 12                                     | 10                                     | 5                                      | 4                                      | 3                                      | 3                                      | 7                                      | 11                                     | 21                                     | uit                                    |

### Nationale Hitparade
| Hitnotering: 25-02-1984 t/m 05-05-1984 | Hitnotering: 25-02-1984 t/m 05-05-1984 | Hitnotering: 25-02-1984 t/m 05-05-1984 | Hitnotering: 25-02-1984 t/m 05-05-1984 | Hitnotering: 25-02-1984 t/m 05-05-1984 | Hitnotering: 25-02-1984 t/m 05-05-1984 | Hitnotering: 25-02-1984 t/m 05-05-1984 | Hitnotering: 25-02-1984 t/m 05-05-1984 | Hitnotering: 25-02-1984 t/m 05-05-1984 | Hitnotering: 25-02-1984 t/m 05-05-1984 | Hitnotering: 25-02-1984 t/m 05-05-1984 | Hitnotering: 25-02-1984 t/m 05-05-1984 | Hitnotering: 25-02-1984 t/m 05-05-1984 |
| Week:                                  | 1                                      | 2                                      | 3                                      | 4                                      | 5                                      | 6                                      | 7                                      | 8                                      | 9                                      | 10                                     | 11                                     |                                        |
| -------------------------------------- | -------------------------------------- | -------------------------------------- | -------------------------------------- | -------------------------------------- | -------------------------------------- | -------------------------------------- | -------------------------------------- | -------------------------------------- | -------------------------------------- | -------------------------------------- | -------------------------------------- | -------------------------------------- |
| Positie:                               | 38                                     | 25                                     | 14                                     | 11                                     | 5                                      | 4                                      | 5                                      | 13                                     | 10                                     | 26                                     | 35                                     | uit                                    |

### TROS Top 50
Hitnotering: 23-02-1984 t/m 10-05-1984. Hoogste notering: #3 (1 week).

### TROS Europarade
Hitnotering: 19-02-1984 t/m 17-06-1984. Hoogste notering: #1 (1 week).

### NPO Radio 2 Top 2000
| Nummer met noteringen in de NPO Radio 2 Top 2000 | '99 | '00 | '01  | '02  | '03  | '04  | '05  | '06  | '07  | '08  | '09  | '10  | '11 | '12  | '13  | '14  | '15 | '16  | '17  | '18  | '19  | '20  | '21  | '22  | '23  | '24  |
| ------------------------------------------------ | --- | --- | ---- | ---- | ---- | ---- | ---- | ---- | ---- | ---- | ---- | ---- | --- | ---- | ---- | ---- | --- | ---- | ---- | ---- | ---- | ---- | ---- | ---- | ---- | ---- |
| Girls Just Want to Have Fun                      | 948 | 948 | 1029 | 1137 | 1670 | 1077 | 1344 | 1555 | 1699 | 1434 | 1935 | 1554 | -   | 1959 | 1741 | 1917 | -   | 1861 | 1920 | 1573 | 1775 | 1742 | 1815 | 1896 | 1828 | 1774 |

1. ↑  Een '-' betekent dat het nummer niet was genoteerd en een vetgedrukt getal geeft de hoogste notering aan.

## Bad Candy
De Nederlandse meidenband Bad Candy had in 2005 een hit met het nummer onder een iets andere naam, Girls Just Wanna Have Fun.
Het nummer is terug te vinden op hun debuutalbum uit 2006, Bad Candy.

### Hitnoteringen

#### Nederlandse Top 40
| Hitnotering: 04-06-2005 t/m 02-07-2005 | Hitnotering: 04-06-2005 t/m 02-07-2005 | Hitnotering: 04-06-2005 t/m 02-07-2005 | Hitnotering: 04-06-2005 t/m 02-07-2005 | Hitnotering: 04-06-2005 t/m 02-07-2005 | Hitnotering: 04-06-2005 t/m 02-07-2005 | Hitnotering: 04-06-2005 t/m 02-07-2005 |
| Week:                                  | 1                                      | 2                                      | 3                                      | 4                                      | 5                                      |                                        |
| -------------------------------------- | -------------------------------------- | -------------------------------------- | -------------------------------------- | -------------------------------------- | -------------------------------------- | -------------------------------------- |
| Positie:                               | 39                                     | 17                                     | 17                                     | 22                                     | 39                                     | uit                                    |

#### NederlandseSingle Top 100
| Hitnotering: 14-05-2005 t/m 23-07-2005 | Hitnotering: 14-05-2005 t/m 23-07-2005 | Hitnotering: 14-05-2005 t/m 23-07-2005 | Hitnotering: 14-05-2005 t/m 23-07-2005 | Hitnotering: 14-05-2005 t/m 23-07-2005 | Hitnotering: 14-05-2005 t/m 23-07-2005 | Hitnotering: 14-05-2005 t/m 23-07-2005 | Hitnotering: 14-05-2005 t/m 23-07-2005 | Hitnotering: 14-05-2005 t/m 23-07-2005 | Hitnotering: 14-05-2005 t/m 23-07-2005 | Hitnotering: 14-05-2005 t/m 23-07-2005 | Hitnotering: 14-05-2005 t/m 23-07-2005 | Hitnotering: 14-05-2005 t/m 23-07-2005 |
| Week:                                  | 1                                      | 2                                      | 3                                      | 4                                      | 5                                      | 6                                      | 7                                      | 8                                      | 9                                      | 10                                     | 11                                     |                                        |
| -------------------------------------- | -------------------------------------- | -------------------------------------- | -------------------------------------- | -------------------------------------- | -------------------------------------- | -------------------------------------- | -------------------------------------- | -------------------------------------- | -------------------------------------- | -------------------------------------- | -------------------------------------- | -------------------------------------- |
| Positie:                               | 24                                     | 21                                     | 16                                     | 9                                      | 12                                     | 13                                     | 22                                     | 38                                     | 36                                     | 47                                     | 67                                     | uit                                    |

## Andere covers
"Girls Just Want to Have Fun" is meerdere malen gecoverd, onder meer door Katy Perry, Miley Cyrus en Jessie J. Het wordt vaak getiteld met wanna, in plaats van want to. Jamaicaanse artiest Shaggy heeft ook een nummer van dezelfde titel gemaakt met Eve dat dit lied hevig samplet. Het Duitse duo Royal Gigolos heeft het in 2008 samen met "I Wanna Dance with Somebody (Who Loves Me)" (van Whitney Houston) verwerkt tot "Girls Just Wanna Dance".

### Overzicht van coverversies
- 1984: The Chipettes (Janice Karman)
- 1984: Valarie Landsburg and Janet Jackson
- 1984: The Nolans
- 1985: Big Daddy
- 1985: Deborah Galli, Tami Holbrook en Meredith Marshall
- 1985: "Weird Al" Yankovic (als "Girls Just Want to Have Lunch")
- 2000: Lolly
- 2003: Michael V. (in Tagalog als "Babae Gusto Lang Magpakasaya")
- 2004: Cam'ron met Mona Lisa
- 2002: Triple Image met Jamie Lynn Spears
- 2007: Greg Laswell
- 2007: The Cheetah Girls
- 2008: Miley Cyrus
- 2008: Emilie Autumn
- 2008: Jessie J (met Lauper)
- 2008: Katie Noonan (met Lauper)
- 2009: Starfucker
- 2009: Mavie Marcos
- 2009: Aloha from Hell
- 2010: Race for Life
- 2010: Nicki Minaj en Katy Perry
- 2010: Mägo de Oz
- 2010: Kelly Rowland en Estelle (met Lauper)
- 2011: Relient K
- 2011: Charlie Musselwhite (met Lauper)
- 2011: Anne Curtis
- 2013: Taylor Henderson
- 2013: Alexandra Burke